# دانيال ر. كاميرون
دانيال ر. كاميرون هو سياسي كندي، ولد في 9 فبراير 1885، وتوفي في 27 أكتوبر 1933. انتخب عضو مجلس نواب نوفا سكوتيا.